# أحمد جودة
أحمد جودة (1960 - 24 مايو 2007)، مثقف وكاتب صحفي مصري. وعضو حزب التجمع المصري وأحد أنصار الفلسفة السياسية الفوضوية (الأناركية).

## حياته الصحفية
عمل أحمد جودة في عدة صحف عربية وغربية من أهمها صحيفة الشرق الأوسط في لندن و«صوت الكويت» كما أنه تولى رئاسة تحرير صحيفة التجمع إحدى الصحف الناطقة باسم حزب التجمع المصري.

## كتبه ومؤلفاته
- بوليس وثقافة
- حوار حول الشريعة

## وفاته
توفي أحمد جودة في الرابع والعشرين من مايو 2007 م عن عمر يناهز 47 عاماً، إثر حادث سير قرب محافظة الفيوم بجمهورية مصر العربيّة ونُشر خبر وفاته في صحيفة آرام الإليكترونية الحديثة التي عمل مراسلا لها في آخر أيام حياته.